# Ernst Fogman (läkare)
Ernst Fogman, född 24 december 1843, död 1 mars 1906, var en svensk läkare och amatörmusiker (valthornist). Han var far till översten flygpionjären Ernst Fogman.
Fogman blev medicine licentiat 1872 och var läkare vid Blindinstitutet och Stockholms brandkår 1879–1905. Han invaldes som ledamot nr 515 av Kungliga Musikaliska Akademien den 28 april 1904. Fogman blev riddare av Vasaorden 1890 och av Nordstjärneorden 1901. Han är begravd på Norra begravningsplatsen utanför Stockholm.